# Championnat national de tennis des États-Unis 1934
Pour un article plus général, voir US Open de tennis.
Résultats détaillés de l’édition 1934 du championnat de tennis US National qui est disputée du 13 au 18 août 1934.

## Palmarès
| Tableau          | Vainqueurs                            | Vainqueurs  | Score                   | Finalistes                           | Finalistes |
| ---------------- | ------------------------------------- | ----------- | ----------------------- | ------------------------------------ | ---------- |
| Simple dames     | Helen Hull Jacobs                     | États-Unis  | 6-1, 6-4                | Sarah Palfrey Cooke                  | États-Unis |
| Simple messieurs | Fred Perry                            | Royaume-Uni | 6-4, 6-3, 3-6, 1-6, 8-6 | Wilmer Allison                       | États-Unis |
| Double dames     | Helen Hull Jacobs Sarah Palfrey Cooke | États-Unis  | 4-6, 6-3, 6-4           | Carolin Babcock Stark Dorothy Andrus | États-Unis |
| Double messieurs | George Lott Lester Stoefen            | États-Unis  | 6-4 9-7 3-6 6-4         | Wilmer Allison John Van Ryn          | États-Unis |
| Double mixte     | Helen Hull Jacobs George Lott         | États-Unis  | 4-6, 13-11, 6-2         | Elizabeth Ryan Lester Stoefen        | États-Unis |

## Simple dames
|  |               |  |   |   |  |
|  | Finale        |  |   |   |  |
|  |               |  |   |   |  |
|  |               |  |   |   |  |
|  | Helen Jacobs  |  | 6 | 6 |  |
|  | Helen Jacobs  |  | 6 | 6 |  |
|  | Sarah Palfrey |  | 1 | 4 |  |

## Double dames
|  |                                |  |   |   |   |
|  | Finale                         |  |   |   |   |
|  |                                |  |   |   |   |
|  |                                |  |   |   |   |
|  | Helen Jacobs Sarah Palfrey     |  | 4 | 6 | 6 |
|  | Helen Jacobs Sarah Palfrey     |  | 4 | 6 | 6 |
|  | Carolin Babcock Dorothy Andrus |  | 6 | 3 | 4 |

## Double mixte
|  |                               |  |   |    |   |
|  | Finale                        |  |   |    |   |
|  |                               |  |   |    |   |
|  |                               |  |   |    |   |
|  | Helen Jacobs George Lott      |  | 4 | 13 | 6 |
|  | Helen Jacobs George Lott      |  | 4 | 13 | 6 |
|  | Elizabeth Ryan Lester Stoefen |  | 6 | 11 | 2 |